# Dichaetomyia xanthodorsalis
Dichaetomyia xanthodorsalis este o specie de muște din genul Dichaetomyia, familia Muscidae, descrisă de Shinonaga în anul 2000.
Este endemică în Vietnam. Conform Catalogue of Life specia Dichaetomyia xanthodorsalis nu are subspecii cunoscute.